# Důl Ronna
Důl Ronna (důl č. VII, Důl Gottwald, lidově Na Borku) byl černouhelný hlubinný důl v katastrálním území Hnidousy v Kladně. Důl založila v roce 1882 Společnost státní dráhy Důl byl činný do roku 1997.

## Historie
Dne 6. července 1882 severně od obce Hnidousy, v severní části důlního pole Společností státní dráhy, bylo zahájeno hloubení dolu č. VII. V roce 1885 bylo dosaženo hloubky 423 m a hloubení ukončeno. Hloubení vedl vrchní správce Benedikt Roha. Jáma byla v lidovém podání nazývána Na Borku. V roce 1890 byla jáma přejmenována na důl Ronna po řediteli Společnosti státní dráhy Antonínu Ronnovi. Od  roku 1910 se stal důl Ronna hlavním dolem Společnosti státní dráhy a postupně byla na důl koncentrována těžba z dolů Kübeck, Barré a Engerth. V následujících letech 1911–1912 byl důl modernizován. Byly vystavěny budovy strojovny, úpravny a kotelny, upravovaly se koupelny, cechovna a lampovna. V roce 1936 byl důl Ronna odkoupen Pražskou železářskou společností (PŽS). V roce 1945 byl důl znárodněn a dne 23. března 1946 přejmenován na Důl Gottwald (později Gottwald III). V roce 1979 byl proražen nový těžní překop mezi doly Ronna a Mayrau a veškerá těžba byla převedena na jámu Nejedlý III (Schoeller). V roce 1989 byl v rámci transformace přejmenován na Důl Kladno a později se stal součástí společnosti Českomoravské doly, a.s., Kladno. Těžba byla ukončena 27. června 1997, poslední fárání do dolu proběhlo 12. prosince 1997. V prosinci 1998 byla ukončena likvidace jámy zásypem. Dne 20. srpna 2001 byla stržena těžní věž.  a do roku 2013 byly zbourány nevyužívané objekty.

## Jáma
K hloubení jámy byl použit ruční jeřáb a parní lokomobila se dvěma lanovými bubny od hloubky 30 m až do hloubky 115 m . Jámovým stvolem byl dopravován vyrubaný materiál pomocí železných okovů. Později, kdy byl instalován stabilní parní těžní stroj s výkonem 300 ks, byl vyrubaný materiál dopravován dvojčinným způsobem. Klece byly jednopatrové pro jeden vozík. Hloubení bylo ukončeno 28. září 1885 dosažením hloubky 423 m. Vystrojení jámy bylo ukončeno v lednu 1886. Jáma měla kruhový průřez o poloměru 4,6 m a cihelnou vyzdívku. V hloubce 393 m byla naražena sloj o mocnosti 7,7 m. První patro dolu bylo v hloubce 398 m. V roce 1901 byla jáma dále prohloubena a v hloubce 443 m založeno druhé patro. Další prohloubení jámy proběhlo v letech 1904–1907 do konečné hloubky 501 m a v hloubce 496,7 m bylo založeno třetí patro, toto patro ale nebylo uvedeno do provozu. Profil jámy byl rozdělen na západní část určenou pro větrání, střední část, která byla vybavena dřevěnými průvodnicemi, byla určena pro těžení. Jižní část byla určena pro lezní oddělení. Ve východním sektoru byly umístěny Rittingerovy pumpy.

### Překopy
V roce 1889 byl důl Ronna spojen překopem s dolem Kübeck, kdyby bylo potřeba čerpat důlní vodu z dolu Kübeck. Další překopy byly raženy v rámci koncentrace těžby (do roku 1910) na důl Ronna z dolů Kübeck, Barré a Engerth. V roce 1922 byl ražen překop na důl Theodor a v roce 1936 na důl Mayrau. V letech 1960–1962 byl ražen překop na důl Prago (Antonín Zápotocký). V roce 1979 další překop na důl Mayrau.

## Těžní budova, strojovna
Nad jámou byly postaveny budovy pro technické zařízení v úhlové dispozici písmene L s dominantní zděnou těžní věží (zároveň těžní budova). V těžní věži byl instalován pro hloubení jámy v roce 1883 dvouválcový ležatý těžní stroj firmy Breitfeld & Daněk s rozvodem systému Brialmont. Východně od těžní věže byl v roce 1884 instalován vodotěžný parní stroj s nestejnými parními válci firmy J. Cockerill Seraing z Belgie o výkonu 600 ks, který poháněl čtyři Rittingerova čerpadla. V roce 1888 byla dispozice objektů upravena přístavbou ventilátorovny. Nová symetrická dispozice byla ve tvaru písmene T s dominantní těžní věží a nižšími postranními křídly. V roce 1911 byl instalován nový dvojválcový parní těžní stroj Pražské akciové společnosti (dříve Ruston), Brumovský a Ringhoffer s rozvodem Radovanovič-Pošmourný a s hydraulickým řídidlem jízdy systému Guenhoffnungshütte. V období 1911–1912 byla v rámci modernizace dolu postavena nová strojovna, úpravna a kotelna. Původní zděná těžní věž byla snížená o jedno patro a do ní vestavěna ocelová příhradová těžní věž s opěráky. Těžní věž byla vysoká 22 m (k ose lanovnic) Výjezdní patro bylo 5 m nad ohlubní. Dvojčinné těžení zabezpečovaly dvouetážové klece pro dva vozíky. V roce 1971 byl parní stroj nahrazen asynchronními motory a v bývalé strojovně byla zřízena řetízková šatna.

### Větrání
Větrník typu Kley od firmy Bolzano Tedesco ve Slaném byl instalován v roce 1889 do nové ventilátorovny. Průměr větrníku byl 9 m, byl vybaven 24 plechovými lopatkami (950 x 1500 mm) a poháněl ho jednoválcový ležatý parní stroj. V roce 2001 byl demontován. V jámovém stvolu bylo větrací oddělení zapaženo železným plechem 5 mm silným. Snýtované tabule plechu byly přišroubovány úhelníky na výstroj jámového stvolu. Spáry plechových tabulí byly po obou stranách utěsněny cementem do zdiva jámy. V roce 1902 byl větrník elektrifikován a nahrazen ventilátorem typu Schielle. Později byl v jámě vybudován lutnový tah o průměru 1m a byl nainstalován axiální přetlakový ventilátor typ F 04, který měl oběžné kolo o průměru 1400 mm a 975 otáček za minutu. Byl poháněn elektromotorem o výkonu 75 kW.

### Kotelna
V původní kotelně bylo instalováno devět válcových kotlů s rošty typu Bolzano o celkové výhřevní ploše 79 m² a tlaku páry 6 atm. V 1896–1897 byly dva kotle nahrazeny trubkovými kotly systému Mac Nikol o celkové výhřevné ploše 150 m², tlaku páry 8 atm. V období 1911–1912 byla postavena nová kotelna vybavena pěti kotli systému Suck-Rautenkranz s mechanickými rošty Pluto Stocker se dvěma napáječkami systému Wortinghton, o celkové výhřevné ploše 150 m², tlaku páry 15 atm. Komín kotelny byl 48 m vysoký a měl průměr 2,44 m.

### Úpravna
V roce 1890 byla uvedena do provozu suchá třídírna s kapacitou 500 tun uhlí za deset hodin. Budova byla dřevěná s hrázděným zdivem. Pohon drtiče, korečkových výtahů, přebíracích pásů zajišťoval přes transmisní převody parní stroj. Dodavatelem byly Škodovy závody v Plzni. V roce 1902 byla postavena druhá třídírna. V objektu třídírny a prádla, které bylo vybudováno v železné konstrukci s hrázděným zdivem, byly instalovány v suché části: výklopníky důlních vozíků systém Salač, kusový rošt systém Distel-Suski, třídící retr systému Salač, korečkový pás, přebírací pás na střední uhlí a dopravní pás k plnění expedičních zásobníků pro přímé nakládání do železničních vagonů. V uhelném prádle byly instalovány čtyři prací soustavy systému Wunderlich s odstředivými čerpadly a zařízením pro oddělení krupice z odpadní vody. Vytříděné uhlí ze suché třídírny putovalo do prádla a odtud prané uhlí putovalo korečkovým pásem do zásobníků. Činnost úpravny byla ukončena v roce 1912. V letech 1911–1912 byla vystavěna třetí úpravna v místě třídírny z roku 1890. Strojní zařízení uhelného prádla dodala firma Baum z Herne ve Westfálska, zařízení pro suchou třídírnu a konstrukci budovy dodaly Škodovy závody v Plzni. Vytěžené uhlí putovalo do prádla a pak do suché třídírny. Prádlo bylo vybaveno sazečkami typu Baum, třídícím roštem systém Karopp a pro případnou extrakci mouru byly instalovány dvě vibrační síta Mitchell. Prorostlé uhlí vynášel korečkový dopravník na drtící mlýnek a odtud rozdrcená směs putovala do další sazečky. Obě sazečky byly v roce 1936 vybaveny sázecími rošty pro zvýšení výkonu. Výkon třídírny byl 140 tun za hodinu, výkon prádla 100 tun za hodinu. V roce 1933 byl postaven automatický oběh vozů mezi narážím, výklopníky (třídírnou) a novým hlavním zásobníkem, který pojal celou odpolední těžbu. Obsah zásobníku byl zpracováván třídírnou na ranní směně.

### Čerpání důlních vod
V průběhu hloubení jámy byl přítok vody 500 litrů za minutu. K čerpání vody byly použity dvě pístové pumpy. Zdvižná s průměrem pístu 300 mm a spouštěcí s pístem o průměru 250 mm, která byla parním jeřábem spouštěná na drátěném laně. Obě pumpy byly poháněny vahadlovým parním strojem o výkonu 16 ks. Ve hloubce 107 m byla umístěna tlaková ležatá pumpa a dvě nástěnné parní pumpy. Pro tyto pumpy byl vyrubán zvláštní prostor. V roce 1884 byl instalován vodotěžný parní stroj s nestejnými parními válci firmy J. Cockerill Seraing z Belgie o výkonu 600 ks, který poháněl čtyři Rittingerova čerpadla.  Nástupem elektrifikace dolu byla zaváděna elektrická odstředivá čerpadla.

## Doprava

### Povrchová doprava
Vlečka z Tuhaně na důl Ronna byla dlouhá 2,9 km a byla otevřena v roce 1888. Činnost vlečky byla ukončena v roce 1997. V období 1897–1898 byla vlečka prodloužena o 1,35 km z dolu Ronna na důl Theodor ve Pcherách. V roce 1912 byla vybudována povrchová visutá lanová dráha k přepravě vytěženého uhlí z dolu Theodor na úpravnu dolu Ronna, kde se vytříděné uhlí nakládalo do vagónů. Zpátky bylo dopravováno energetické uhlí pro elektrárnu na dole Theodor. Lanová dráha byla v činnosti do roku 1935. Lanová dráha byla projektována na výkon 50 tun za hodinu. Byla dodána firmou Adolf Bleichert v Lipsku, která také dodala zařízení pro lanovou dráhu k dopravě hlušiny na odval dolu Ronna. Lanová dráha byla postavena v letech 1924–1925 o délce 790 m.

### Důlní doprava
Na dole Ronna byly zavedeny elektrické trolejové lokomotivy Siemens-Halske. Byly to jedny z nejstarších lokomotiv v revíru. Lokomotivy Siemens-Halske byly vyrobeny v letech 1905 –1907 a využívány byly až do roku 1997. Elektrickými lokomotivami bylo transportováno těžené uhlí dolů Ronna, Kübeck, Barré a Engerth. Z důlního pole v severní části dolu Ronna bylo dopravováno lanovkou se svrchním lanem. Délka lanovky byla 635 m a překonávala výškový rozdíl 53 m. Na II. patře byl vybudován mechanický oběh vozů se dvěma řetězovými dráhami.

### Svislá doprava
Na dole Ronna byl do roku 1911 využíván dvouválcový ležmý parní stroj firmy Breitfeld & Daněk, Praha, z roku 1883 s bobinovými těžnými bubny (plochá lana). V roce 1911 byly instalovány těžní bubny na kulatá lana.
V roce 1971 byl instalován těžní stroj 2B 4008 se dvěma asynchronními motory a dvěma převodovkami. Klece byly dvouetážové pro dva vozy za sebou na etáži.

### Důlní nehody na dole Ronna
| Datum                                                       | SÚ | JÚ | Σ  | Příčina                                  |
| ----------------------------------------------------------- | -- | -- | -- | ---------------------------------------- |
| 1906 leden                                                  | 2  |    | 2  | zasaženi pádem klece                     |
| 21. 3. 1940                                                 |    |    |    | požár těžní věže                         |
| 31. 7. 1967                                                 | 1  | 5  | 6  | otrava CO2 ze stařin                     |
| 1969 březen                                                 |    | 13 | 13 | endogenní požár + požár vzplanutí metanu |
| Vysvětlivky: SÚ = smrtelný úraz, JÚ = jiný úraz, Σ = Celkem |    |    |    |                                          |

## Odval dolu Ronna
Odval se nachází asi 250 m na východ od silnice Kladno–Švermov a na západ od odvalu dolu Theodor v katastrálním území Hnidousy. Odval byl sypán od roku 1882. Má nepravidelný tvar se strmými svahy, které vystupující z údolí Týneckého potoka do výše 48 m. Plocha je asi 13,25 ha a objem 2 100 000 m³. V odvalu se nacházejí původní horniny z doby hloubení jámy Ronna, ražení překopů a odpad z třídírny. Mezi ostatní složky, které se vyskytují v odvalu je stavební suť, popílek z kotelny, vyhořelý a vypálený haldový materiál z doby hoření haldy, část odvalu sloužil k ukládání popílku z tepelné elektrárny Kladno. Na jižním okraji odvalu se nacházely sedimentační nádrže, kde se usazovaly uhelné kaly. Náklady na revitalizaci odvalu činily 6 milionu korun a odval byl v roce 2009 předán bezúplatně Palivovým kombinátem Ústí, s.p., Ústí nad Labem, do majetku města Kladna. Na odvalu je naučná stezka s 11 informačními tabulemi a rozhlednou. Na odvalu bylo určeno 40 druhů motýlů, jeden druh plaza, 47 druhů ptáků a 7 druhů savců. Je zde zastoupeno na 31 chráněných rostlin z celkového počtu 216 druhů rostlin a vyskytuje se zde na 24 druhů hub.

## Ubytování
Kolonie dolu Ronna byla postavena Společností státní dráhy v roce 1883. Soubor domků je dochován podél severní části ulice Uhelná v Kladně Hnidousích. Dochovaly se zdobné štíty domů s cihlovými zubořezy, kruhovým oknem uprostřed štítu s cihelnou šambránou. Jižní část je tvořena vilami, které jsou obklopeny zahradami, pro báňské inženýry postavené v roce 1920. Po první světové válce byla postavena kolonie na ulici Pod  Hájem, ve třicátých letech vznikla dělnická kolonie Korea.

## Zajímavosti
- Těžní věž postavená v letech 1911–1912 byla první ocelovou těžní věží postavenou Společností státní dráhy.[6]
- V období první světové války byl používán k trhacím pracím kapalný vzduch. Výroba byla zahájena na dole Ronna v roce 1916 na třístupňovém kompresoru s konečným tlakem 220 atmosfér. Za hodinu bylo vyrobeno 25 litrů kapalného vzduchu, který byl transportován ve dvojstěnných nádobách na místo použití.[6]
- V období 1945–1947 pracovali v dole Ronna váleční zajatci z vojenského zajateckého tábora Motol.[25]
- Historicky zajímavé technické vybavení dílen (hoblovka, soustruh, frézka) byly přeneseny do skanzenu Dolu Mayrau.[3]